# Tipula tribulator
Tipula tribulator är en tvåvingeart som beskrevs av Alexander 1956. Tipula tribulator ingår i släktet Tipula och familjen storharkrankar. Inga underarter finns listade i Catalogue of Life.